# Johan Gottschalk Wallerius
För matematikern, se Johannes Vallerius
Johan Gottschalk Wallerius, född 11 juli 1709 i Stora Mellösa i Närke, död 16 november 1785 i Uppsala, var en svensk kemist och mineralog. Wallerius blev 1750 Sveriges första professor i kemi.

## Biografi
Johan Gottschalk Wallerius föddes i Stora Mellösa där fadern, Erik Nilsson Wallerius, var prost. Han var sonson till en bror till Daniel Larsson Wallerius samt ättling till Johannes Petri Ungius. Modern hette Elisabeth Tranæa. Johan Gottschalk var bror till filosofen Nils Wallerius.
Wallerius studerade först i hemmet, och inskrevs 1722 vid gymnasiet i Strängnäs. Han blev student vid Uppsala universitet 1725, idkade till en början studier i matematik, fysik och medicin samt promoverades till filosofie magister 1731. Under studentåren i Uppsala blev han lärjunge till Anders Celsius, Samuel Klingenstierna, Nils Rosén von Rosenstein och Lars Roberg. Sina medicinska studier fortsatte han vid Lunds universitet, där han 1732 blev medicine adjunkt och 1735 medicine doktor. År 1741 utnämndes han till medicine adjunkt vid Uppsala universitet, och 1750 erhöll han där den nyinrättade professuren i kemi, metallurgi och farmaci, från vilken han på grund av sjuklighet tog avsked 1767. 
Wallerius var ledamot av Vetenskapsakademien (sedan 1750), av Vetenskapssocieteten i Uppsala (sedan 1763), av Vetenskapsakademien i Sankt Petersburg (sedan 1773) med flera lärda sällskap. 
Wallerius var gift från 1743 med Greta Stina Ubström, och sedan han 1747 blivit änkling, från 1756 med Anna Judith Leijonmarck.

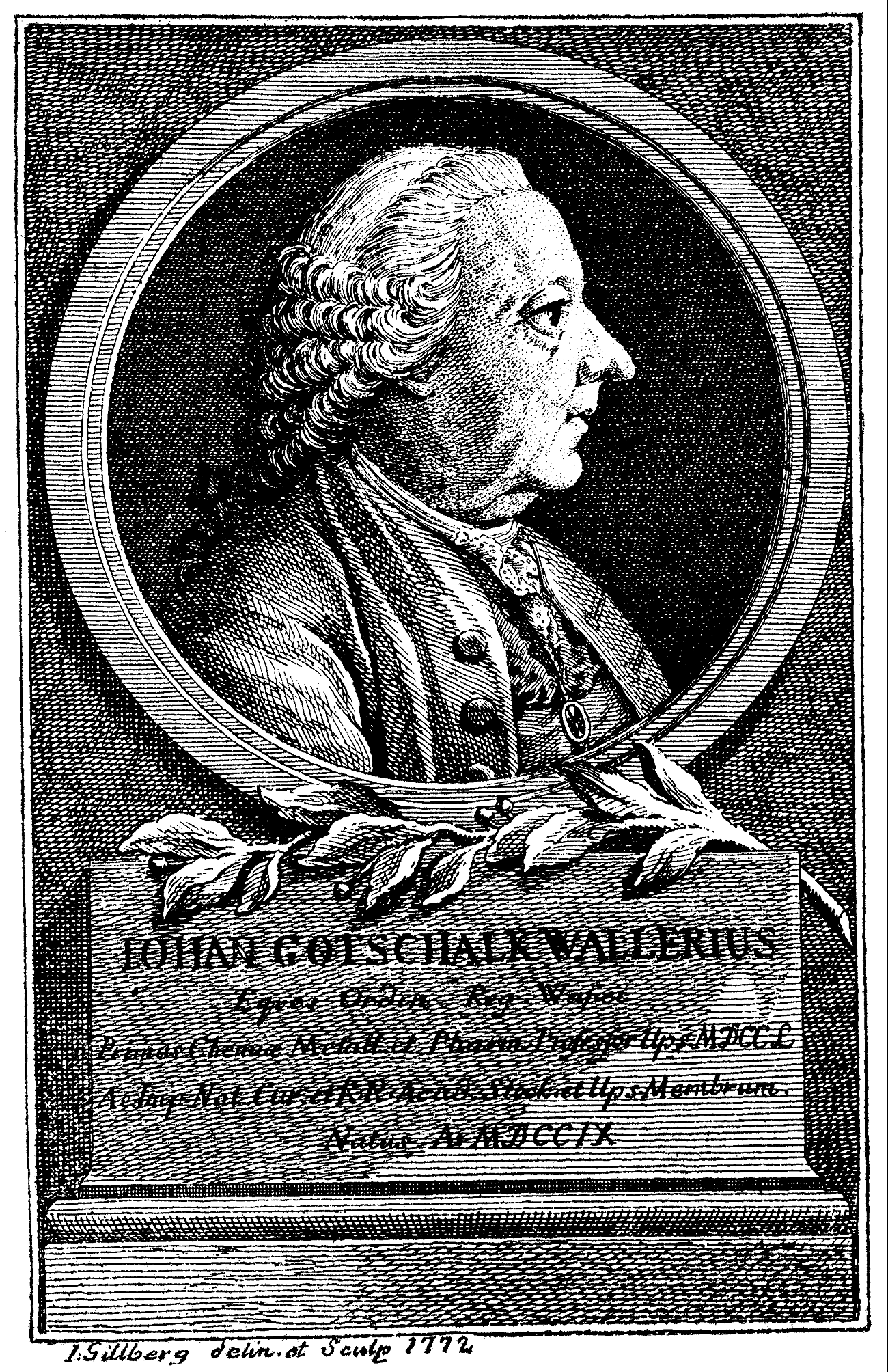
Johan Gottschalk Wallerius.
Gravyr.

## Vetenskapliga gärningar
Wallerius tillhörde den rad av vetenskapsmän som under frihetstiden skaffade Sverige anseende över hela den bildade världen. Det är dock ej genom epokgörande upptäckter eller som grundläggare av nya system, som han gjort sig bemärkt, utan mera genom de nya vägar han banat för kemins tillämpning i det praktiska livet. Genom sin avhandling Agriculturæ fundamenta chemica eller Åkerbrukets chemiska grunder, vilken togs fram med hjälp av Gustaf Adolf Gyllenborg som var respondent, (på latin och svenska 1761; ny upplaga på sv. 1778; översatt till flera språk) kan han nämligen betraktas som den förste och egentlige grundläggaren av lantbrukskemin. Han framlägger där grunddragen av den i senare tider så mycket studerade läran om växtnäringens assimilerbarhet och om gödningsämnenas ombildning till lättlöslig och hastigt verkande växtföda, redogör på ett riktigt sätt för växtfröets sammansättning och fenomenen vid groningsprocessen, skildrar de faktorer som främjande inverkar på vegetationen: värme, luft och fuktighet, och framhåller egenskaperna hos de olika jordarterna svartmylla, lera, märgel och deras betydelse för jordbruket. Särskilt noterar man att kännedomen om jordarternas absorptionsförmåga, vilken man velat hänföra till en långt senare tid, fanns fullt klar redan hos Wallerius. 
Sina lärosatser, senare vidareutvecklade av Torbern Bergman och Carl Wilhelm Scheele på 1700-talet samt av Berzelius och Justus von Liebig på 1800-talet, tillämpade han praktiskt under en längre följd av år som lantbrukare på egendomen Hagelstena i Alsike socken. Han gjorde den till en mönstergård, som lämnade rika skördar även under de år då hela den kringliggande trakten hemsöktes av missväxt; och därifrån meddelade han sina Observationer vid åkerbruket gjorda i 30 år (1747-1777), innehållande bl.a. statistiska tabeller över sånings- och skördetid samt avkastning av höst- och vårsäd. Ett annat huvudarbete på samma område är hans av Vetenskapsakademien med första priset belönade svar på akademiens prisfråga "Om svenska åkerjordarternas egenskaper och skiljemärken samt deras förbättring genom tjenlig jordblandning", vilket utgör en ganska fullständig jordartslära. 
Även på mineralogin utövade Wallerius stort inflytande genom sin 1747 utgivna lärobok Mineralogia, eller mineralriket indelt och beskrifvet, "den första verkliga handboken i mineralogi, ett arbete ojemförligt bättre än allt hvad som sedan Agricolas tid skrifvits i denna kunskapsgren" (Nordenskjöld) och vari han, före någon annan, redogjorde för märgelns rätta karaktär. Utom dessa utgav Wallerius ett antal andra skrifter, bl.a. Tankar om verldenes i synnerhet jordenes danande och ändring (1776), ett slags geologi, i vilken han upplivar den mosaiska kosmologien, sedermera förfäktad av Georges Cuvier m.fl., varjämte han presiderade för 98 disputationer.
Jfr Carl Erik Bergstrand, J. G. Wallerius som landtbrukskemist och praktisk jordbrukare (1885).